# Tyrannosauridae
A Tyrannosauridae avagy a tyrannosauridák („zsarnokgyíkok”) a coelurosaurus theropoda dinoszauruszok egyik családja, melybe két alcsalád és hat nem tartozik, köztük a Tyrannosaurus is. A nemek pontos száma vitatott, egyes szakértők csak hármat tartanak nyilván. Ezek az állatok a kréta időszak végén éltek és a fosszíliáikat csak Észak-Amerika és Ázsia területén találták meg.
Habár kisebb ősöktől származnak, a tyrannosauridák az ökoszisztémájuk leghatalmasabb, a tápláléklánc csúcsán álló ragadozói voltak. Legnagyobb fajuk a Tyrannosaurus rex, a legnagyobb ismert szárazföldi húsevők egyike, melynek hossza elérte a 12,3 métert, a tömege pedig körülbelül 8,4–14 tonna lehetett. A tyrannosauridák két lábon járó húsevők voltak, súlyos koponyájukban nagy méretű fogak helyezkedtek el. Nagy méretük ellenére hosszú és gyors mozgáshoz alkalmazkodott lábakkal rendelkeztek. Ezzel ellentétben a mellső végtagjaik kis méretűvé váltak, és a végükön csak két működő ujj volt.
A legtöbb dinoszauruszcsoporttól eltérően a tyrannosauridák többségéhez tartozóan meglehetősen teljes csontvázak kerültek elő. Általuk lehetővé vált több különböző biológiai kutatás elvégzése. A tudományos vizsgálatok főként az egyedfejlődésre, a biomechanikára és az ökológiára vonatkoztak. A Tyrannosaurus rex egyik példányával kapcsolatban fosszilizálódott és érintetlen lágy szövetekről is beszámoltak.

## Anatómia
Az ismert tyrannosauridák mind nagy méretű állatok voltak. Az Alioramus egyik példányának hosszát 5 és 6 méter közé becsülték, néhány szakértő azonban úgy vélte, hogy egy fiatal példány volt. Az Albertosaurus, a Gorgosaurus és a Daspletosaurus hossza 8 és 10 méter volt, a Tarbosaurus hossza pedig elérte a 12 métert az orrától a farkáig. A masszív Tyrannosaurus volt a legnagyobb, a leghosszabb példányai 12,3 méteresre is megnőttek.

A tyrannosauridák és az ember méretének összehasonlítása

A tyrannosauridák koponyája a teljes leletek alapján elég jól ismert, kivéve az
Alioramust melynek csak a koponyatöredékei kerültek elő. A Tyrannosaurus, a Tarbosaurus és a Daspletosaurus koponyájának hossza meghaladta az 1 métert. A legnagyobb felfedezett Tyrannosaurus koponya hosszirányban eléri az 1,52 métert. A felnőtt tyrannosauridáknak magas, nehéz koponyájuk volt, melynek több csontja is összeforrt és megerősödött. Ezzel egyidőben a csontok belsejében üregek alakultak ki, e csontok között pedig nyílások (fenestrae-k) jelentek meg a tömeg csökkentése érdekében. A tyrannosauridák koponyájának több jellemzője is megtalálható a közvetlen őseiknél, beleértve a magas premaxillát és az összeforrt orrcsontot.
A tyrannosauridák koponyája számos egyedi jellegzetességgel rendelkezik, ezek közé tartozik például az összeforrt falcsont, melyen hosszirányban, a szagittális varrat mentén egy szagittális taraj helyezkedik el, elválasztva egymástól a koponyatetőn levő két szupratemporális ablakot. E nyílások mögött egy sajátos, magas nyaki taraj található, ami a falcsontból nő ki, de nem hosszirányban, hanem keresztirányban fut végig. A nyaki taraj különösen jól fejlett a Tyrannosaurus, a Tarbosaurus, az Alioramus. az Albertosaurus, a Daspletosaurus és a Gorgosaurus esetében, melyek szemei előtt, a könnycsonton egy magas kinövés helyezkedik el, a Tarbosaurusnál és a Tyrannosaurusnál pedig a szemek mögött egy félhold alakú, rendkívül vastag posztorbitális csont található. Az Alioramus pofarészén, felül hat csontos kinövés helyezkedett el egy sorban, melyek az orrcsontokról emelkednek ki; a Daspletosaurus és a Tarbosaurus egyes példányainál szintén találtak alacsonyabb kinövéseket, ahogyan a sokkal bazálisabb tyrannosauroideánál, az Appalachiosaurusnál is.

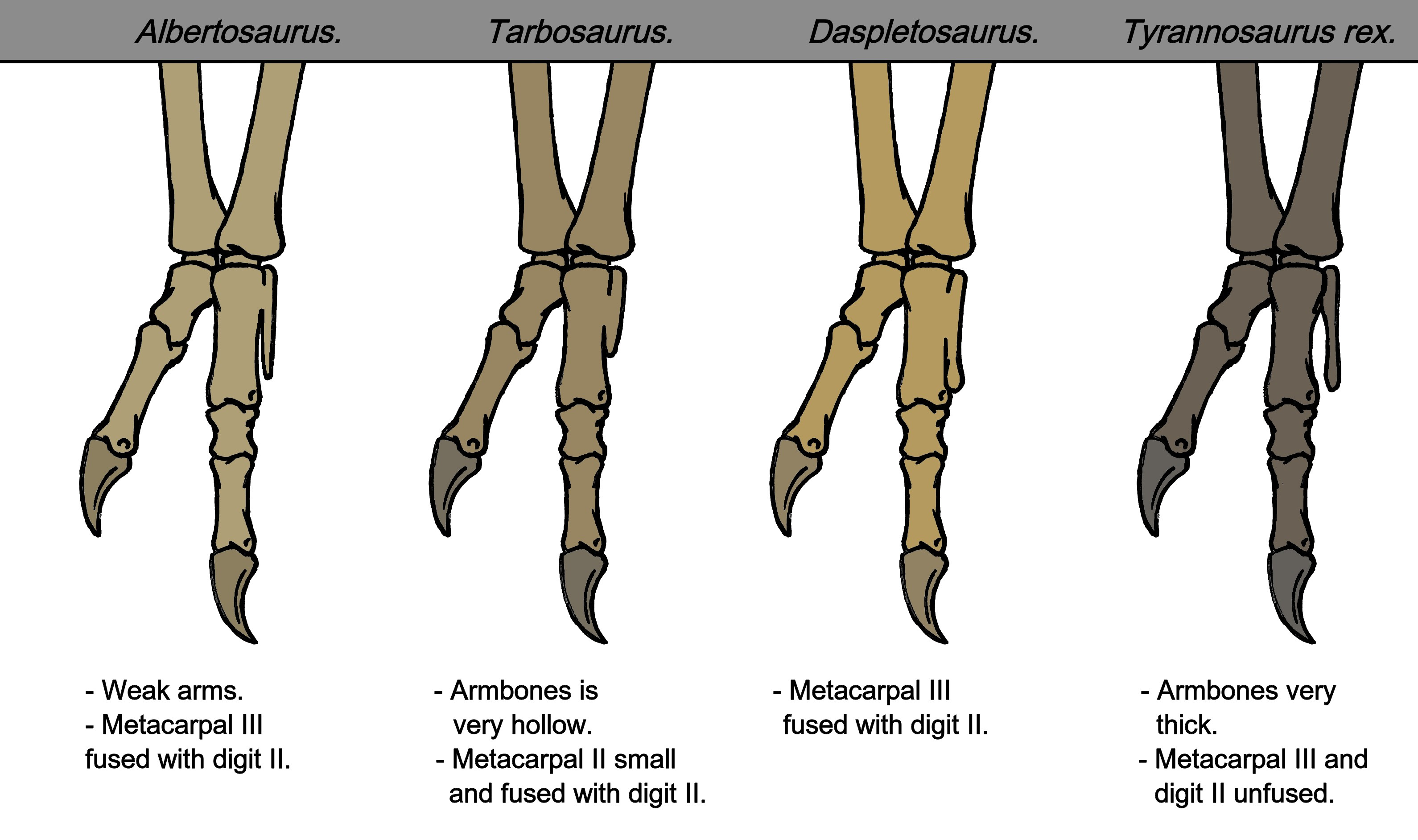
Az Albertosaurus, a Tarbosaurus, a Daspletosaurus és a Tyrannosaurus (nem méretarányos) bal kézfeje. Megfigyelhető, hogy a Tyrannosaurusnál a harmadik kéztőcsont nem forrt egybe a második ujjal.

A tyrannosauridák, tyrannosauroidea őseikhez hasonlóan alaki eltérést (heterodontia) mutató fogazattal rendelkeztek, melyhez D keresztmetszetű, a többinél kisebb premaxilláris fogak tartoztak. A korábbi tyrannosauroideáktól és más theropodáktól eltérően a felnőtt állatok maxilláris és mandibuláris fogai nem pengeszerűek, hanem rendkívül vastagok és gyakran kör keresztmetszetűek. A fogak száma a fajokon belül megegyezik, és a nagyobb méretűeknél kisebb. Például az Alioramusnak 76–78 foga volt, a Tyrannosaurusnak pedig 54–60.
A koponya egy vastag, S alakú nyakon ült, melyet a felsőtesttel együtt egy hosszú, nehéz farok tartott egyensúlyban a csípő felett elhelyezkedő tömegközépponthoz viszonyítva. A tyrannosauridák ismertek aránylag kis méretű, kétujjú mellső lábaikról, néha azonban a harmadik ujj elcsökevényesedett maradványai is megtalálhatók. A testmérethez viszonyítva a Tarbosaurus mellső lábai a legrövidebbek, a Daspletosauruséi pedig a leghosszabbak.

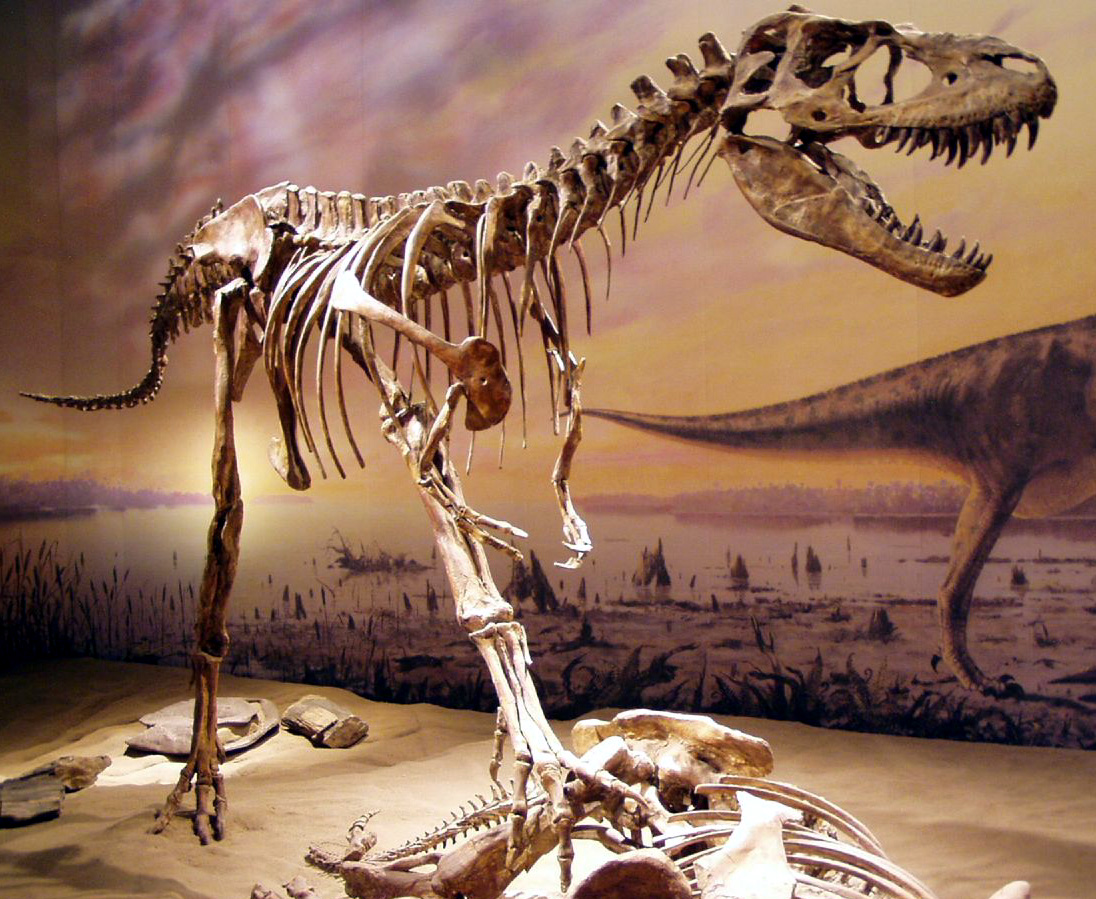
Egy Gorgosaurus kiállított csontváza a Royal Tyrrell Museumban

A tyrannosauridák kizárólag a két hátsó lábukon jártak, ezért a lábcsontjaik megerősödtek. A mellső lábakkal szemben a hátsók a testmérethez viszonyítva hosszabbak, mint a legtöbb theropodánál. A fiataloknál és egyes kisebb méretű felnőtteknél a sípcsont hosszabb, mint a combcsont, ami az ornithomimidaszerű futó dinoszauruszokra jellemző. A nagyobb testű felnőttek láb arányai a lassabb mozgású állatokra emlékeztetnek, de nem annyira, mint az abelisauridák, a carnosaurusok és más nagy theropodák esetében. A tyrannosauridák harmadik lábközépcsontja a második és a negyedik lábközépcsont közé ékelődik egy arctometatarsus néven ismert testrészt hozva létre.
Nem egyértelmű, hogy az arctometatarsus mikor fejlődött ki először; a Dilonghoz hasonló korai tyrannosauridáknál még nem volt jelen, de a későbbi Appalachiosaurusnál már megtalálható. Ez a struktúra a troodontidákra, az ornithomimidákra és a caenagnathidákra is jellemző, de a hiánya a korai tyrannosauridáknál arra utal, hogy a konvergens evolúció eredményeként fejlődött ki.

## Taxonómia és rendszerezés

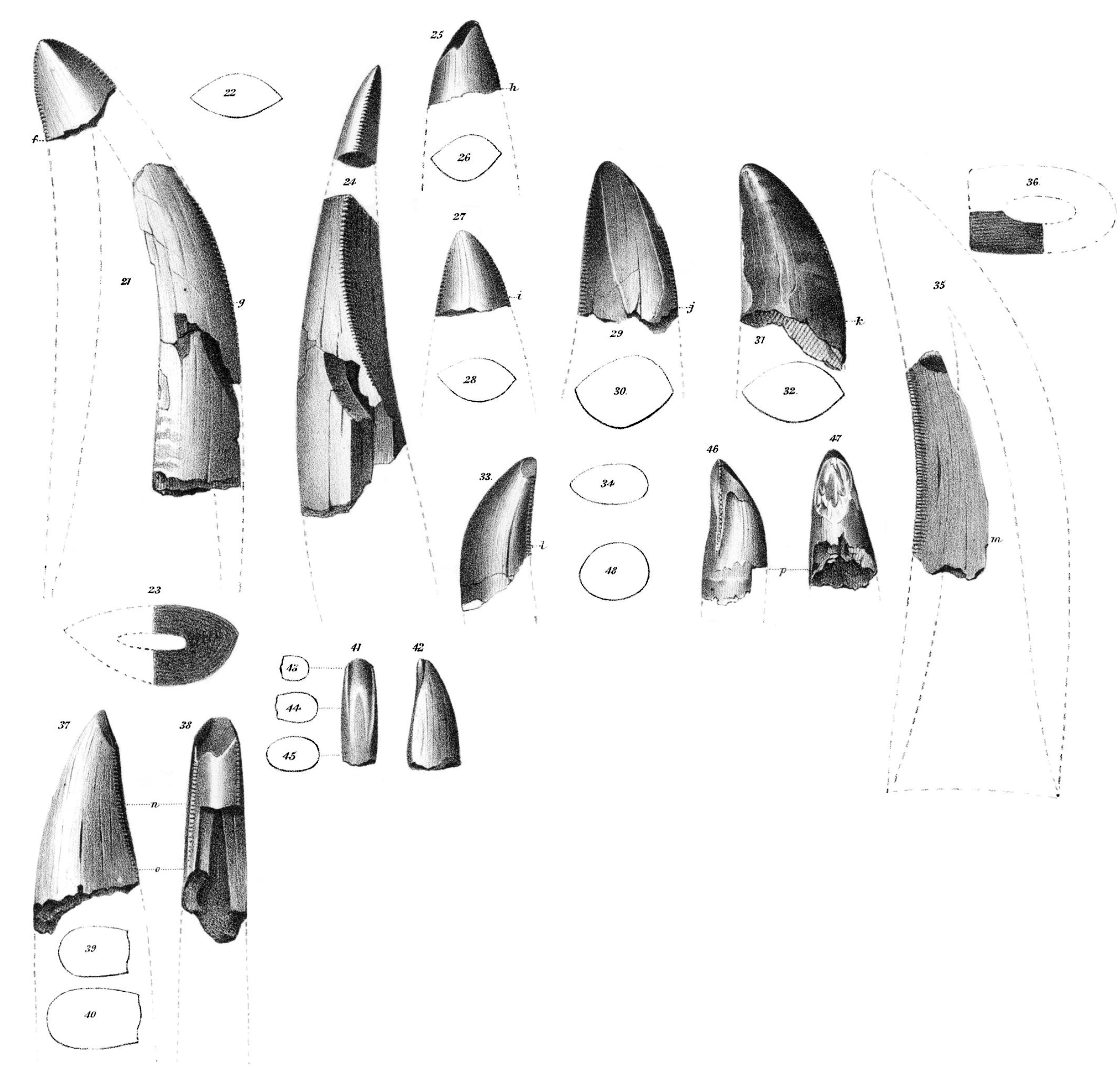
A Deinodon fogai

A Tyrannosaurus és a Tyrannosauridae nevek 1905-ből, Henry Fairfield Osborntól származnak. A nevek az ógörög τυραννος/türannosz ('zsarnok') és σαυρος/szaürosz ('gyík') szavakból származnak. A többes számot jelző görög -ιδαι/-idai utótagból keletkezett -idae szokványos végződés a zoológiai családneveknél. Az 1920-as évekig a tudósok gyakran használták a Deinodontidae családnevet, amit a néhány montanai fog alapján ismertté vált Deinodon nem felfedezése után alkottak meg. Ez a taxon azonban mára kétséges névvé (nomen dubiummá) vált, így a modern kutatók a Tyrannosauridae nevet használják.
A Tyrannosauridae a rangokon alapuló Linné-i osztályozás szerint egy család, amely a Theropoda alrendben található Tyrannosauroidea öregcsaládon belül helyezkedik el. A filogenetikus osztályozás gerinces őslénytanban való megjelenése óta a Tyrannosauridae számos egyértelmű definíciót kapott. Az eredeti 1998-ból, Paul Sereno-tól származik, és valamennyi olyan tyrannosauroideát tartalmazza, amely közelebb áll a Tyrannosaurushoz, mint az Alectrosaurushoz, az Aublysodonhoz vagy a Nanotyrannushoz. A Nanotyrannust azonban gyakran a Tyrannosaurus rex fiatal egyedének, az Aublysodont pedig rendszerint nomen dubiumnak tekintik, ami nem használható egy klád definiálására. A definíciók azóta jóval megalapozottabb nemeken alapulnak.
Christopher Brochu 2003-ban megpróbálta belefoglalni a definícióba az Albertosaurust, az Alectrosaurust, az Alioramust, a Daspletosaurust, a Gorgosaurust, a Tarbosaurust és a Tyrannosaurust. Holtz 2004-ben ehhez hasonlóan újradefiniálta a családot, kihagyva az Alioramust és az Alectrosaurust, melyeket az elemzése alapján nem tudott biztosan elhelyezni. Azonban ugyanebben a cikkben Holtz egy teljesen más definíciót is megjelentetett, ami szerint ide tartozik az összes olyan theropoda, amely közelebbi rokonságban áll a Tyrannosaurusszal, mint az Eotyrannusszal. A legújabb definíció 2005-ből, Sereno-tól származik, aki a Tyrannosauridae-t olyan kládként definiálta, amibe legalább az Albertosaurus, a Gorgosaurus és a Tyrannosaurus beletartozik.

### Osztályozás
TYRANNOSAURIDAE család
- Albertosaurinae alcsalád
  - Albertosaurini törzs
    - Albertosaurus
    - Gorgosaurus
- Tyrannosaurinae alcsalád
  - Alioramus
  - Daspletosaurus
  - Teratophoneus
  - Zhuchengtyrannus
  - Tarbosaurini törzs
    - Tarbosaurus

  - Tyrannosaurini törzs
    - ?Nanotyrannus
    - Tyrannosaurus
- Nomina dubia
  - Aublysodon
  - Deinodon

### Törzsfejlődés
A Tyrannosauridae általánosan elfogadott módon két alcsaládra oszlik. Az Albertosaurinae magába foglalja az észak-amerikai Albertosaurus és Gorgosaurus nemeket, míg a Tyrannosaurinae a Daspletosaurust, a Tarbosaurust és magát a Tyrannosaurust tartalmazza. Egyes szerzők szerint a Gorgosaurus libratus az Albertosaurus, a Tarbosaurus bataar pedig a Tyrannosaurus nembe tartozik, míg mások továbbra is a Gorgosaurus és a Tarbosaurus nemekbe sorolják be ezeket a fajokat. Az albertosaurinákat karcsúbb testfelépítés, alacsonyabb koponya és aránylag hosszabb sípcsont jellemzi, mint a tyrannosaurinákat. A tyrannosaurinák esetében a falcsontoknál levő szagittális taraj elöl folytatódik.
A tyrannosauridák törzsfejlődésének kladisztikai elemzése gyakran arra utal, hogy a Tarbosaurus és a Tyrannosaurus testvércsoportot alkotnak a náluk bazálisabb Daspletosaurusszal. A Tarbosaurus és a Tyrannosaurus közti közeli kapcsolat valószínűségét számos koponyajellemző erősíti, beleértve az egyes csontok közötti varratok mintáit, a posztorbitális csonton a szemek mögött levő félhold alakú kiemelkedést és az igen mély maxillát, melynek alsó élén egy lefelé tartó görbület látható. Phil Currie és kollégái 2003-ban egy másik elmélettel álltak elő, ami szerint, az alapján, hogy hiányoznak a koponyáról az orr- és könnycsontokat összekötő csontos villák, kicsi a valószínűsége annak, hogy a Daspletosaurus az ázsiai Tarbosaurust és Alioramust tartalmazó klád bazális tagja. A vizsgálat szerint az Alioramus a Tarbosaurus legközelebbi rokona, mivel a koponyája nyomáselosztása hasonló mintán alapul. Egy kapcsolódó vizsgálat arról számolt be, hogy az állkapocs zárómechanizmusa is hasonló a két nem esetében. Egy másik cikkben Currie felvetette annak lehetőségét, hogy az Alioramus a Tarbosaurus fiatal egyede lehet, de kijelentette, hogy az Alioramus fogainak nagyobb száma és az orrán levő kinövések arra utalnak, hogy más nemhez tartozik. Currie a legtöbb tudóssal ellentétben a nagyobb fogszám alapján a Nanotyrannust is inkább egy külön nembe tartozó állatnak tekintette, mint a Tyrannosaurus fiatal egyedének.

## Elterjedés

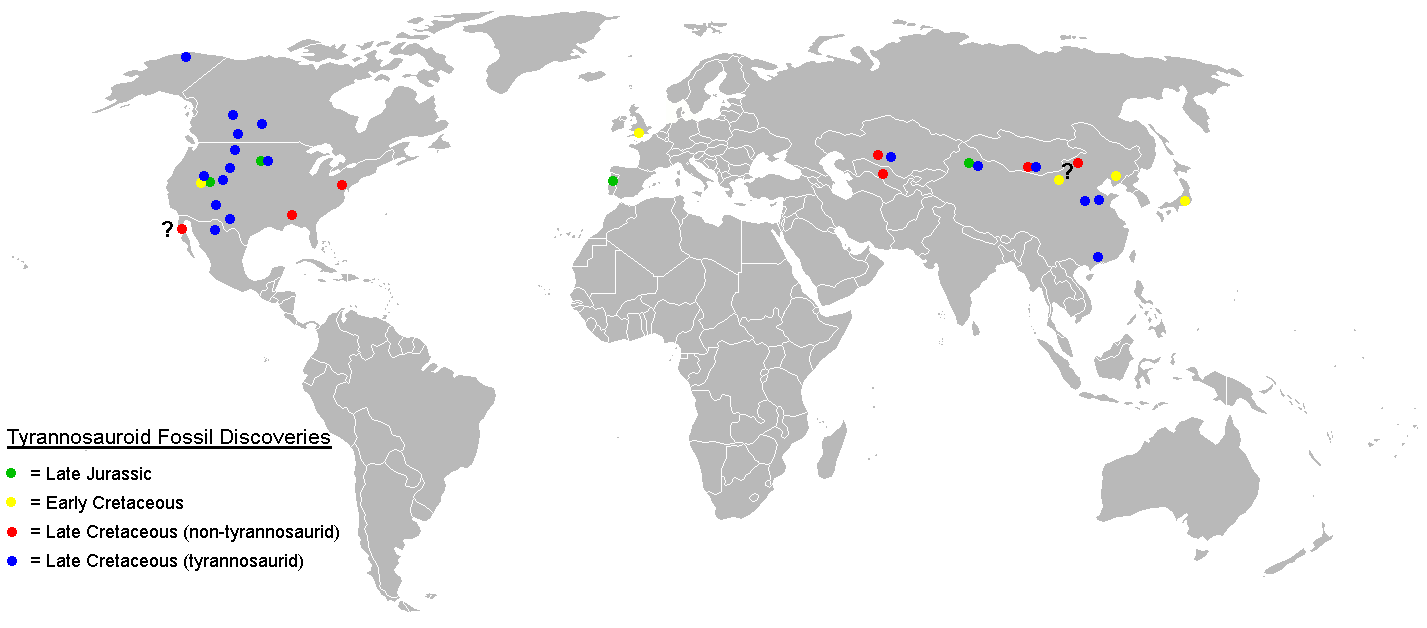
Míg a korai tyrannosauroideák fosszíliái mindhárom nagy kontinensen megtalálhatók, addig a tyrannosauridák maradványai csak Észak-Amerika és Ázsia területéről kerültek elő. (A zöld, sárga és piros pontok a tyrannosauroideák késő jura, kora kréta és késő kréta időszaki lelőhelyei; a késő kréta időszaki tyrannosauridák lelőhelyeit a kék pontok jelzik.)

Míg a korai tyrannosauroideák fosszíliái mindhárom nagy kontinensen megtalálhatók, addig a tyrannosauridák maradványaira csak Észak-Amerika és Ázsia területén bukkantak rá. Néha a déli félgömbön is fedeznek fel töredékes maradványokat, ezek a „déli félgömbi tyrannosaurida” leletek azonban inkább az abelisauridák tévesen azonosított fosszíliáinak tűnnek. A család származásának pontos ideje és helye továbbra is ismeretlen, mivel a fosszilis rekord középső kréta időszakhoz tartozó része mindkét kontinensen hiányos, azonban a legkorábbi igazolt tyrannosauridák a kora campaniai korszakból származnak, Észak-Amerika nyugati részéről.
Észak-Amerika keleti részéről sosem kerültek elő tyrannosaurida maradványok, a bazálisabb Dryptosaurushoz és az Appalachiosaurushoz hasonló tyrannosauroideák azonban fennmaradtak a területen egészen a kréta időszak végéig, ami arra utal, hogy a tyrannosauridák azután fejlődtek ki, miután a kontinenst kettéválasztotta a Nyugati Belső Víziút a középső kréta idején.
A tyrannosauridák fosszíliáit Alaszka területén is megtalálták, ami talán vándorlási útként szolgált Észak-Amerika és Ázsia között. Egy kladisztikai elemzés szerint az Alioramus és a Tarbosaurus rokonságban álltak egymással, együtt alkották a család egyedi, ázsiai ágát.

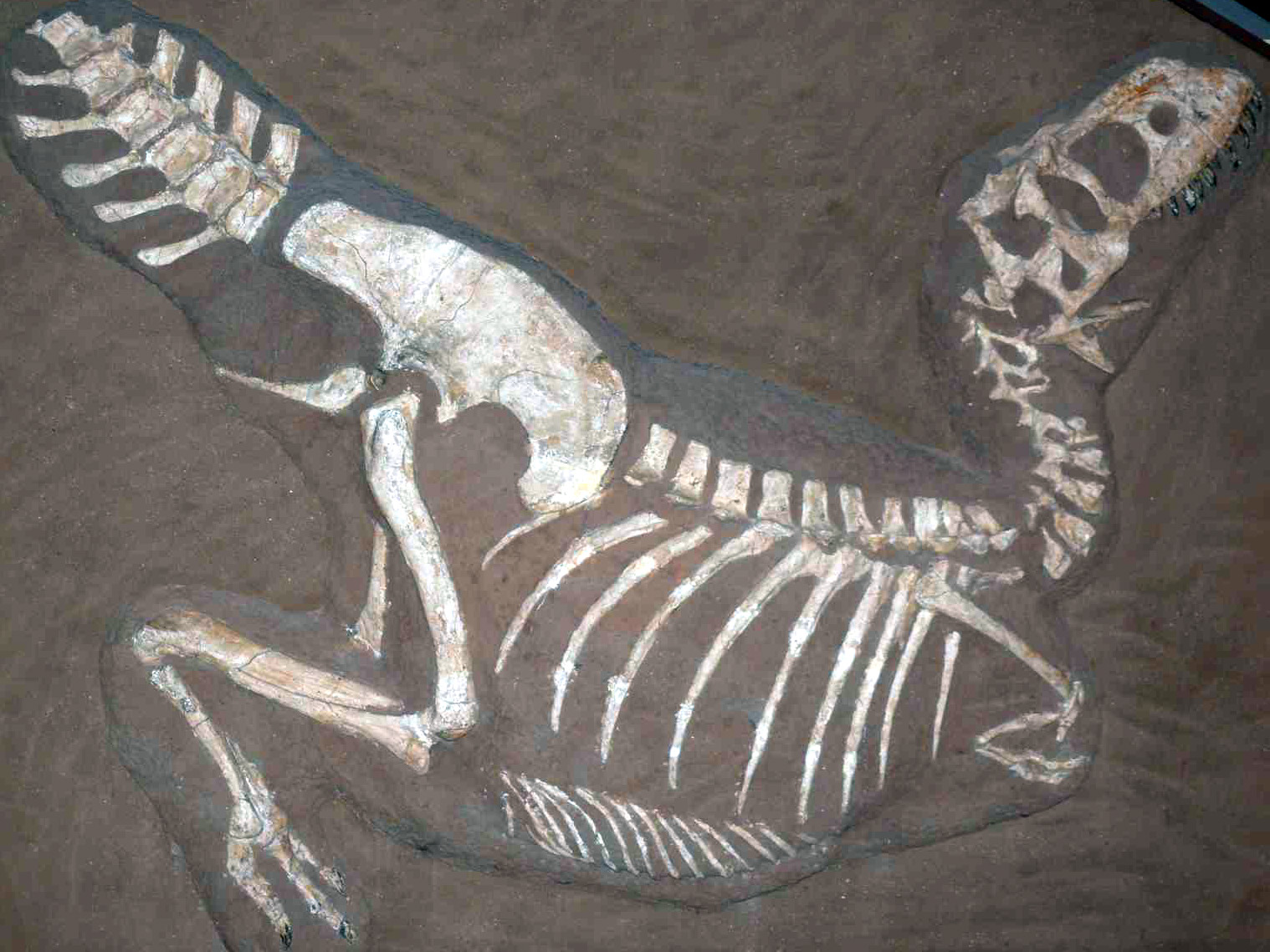
Az ázsiai tyrannosauridák közé tartozó Tarbosaurus bataar fosszilizált csontváza

A két alcsalád közül a tyrannosaurinák tűnnek elterjedtebbnek. Az albertosaurinák a tyrannosaurinák közé tartozó Tarbosaurus és Alioramus otthonaként ismert Ázsiában nem találhatók meg. Észak-Amerikában mind a két alcsalád jelen volt a campaniai és a kora maastrichti korszakok idején, a Nyugati Belső Víziút mindkét oldalán élt Daspletosaurushoz hasonló tyrannosaurinákkal együtt, míg az albertosaurinák közé tartozó Albertosaurus és Gorgosaurus jelenleg csak a kontinens északnyugati részéről ismertek. Úgy tűnik, hogy a késő maastrichti korszak végére az albertosaurinák kihaltak, míg a tyrannosaurinák közé tartozó Tyrannosaurus Saskatchewantól Texasig elterjedt. Ez az elterjedési minta más észak-amerikai dinoszaurusz taxonokra is jellemző volt. A campaniai és a kora maastrichti korszakok során a lambeosaurina hadrosauridák és a centrosaurina ceratopsiák gyakoriak voltak északnyugaton, míg a hadrosaurinák és a chasmosaurinák sűrűbben fordultak elő a déli területeken. A kréta időszak végére a centrosaurinák eltűntek, a lambeosaurinák pedig megritkultak, míg a hadrosaurinák és a chasmosaurinák elterjedtek a Nyugati Belső Víziút mindkét oldalán.

## Fiziológia

### Növekedés
| Tömeg (kg) Kor (év) 6000 5000 4000 3000 2000 1000 5 10 15 20 25 30 Tyrannosaurus Daspletosaurus Gorgosaurus Albertosaurus |
| Négy tyrannosaurida elméleti növekedési görbéje.                                                                          |

Gregory Erickson és őslénykutató kollégái a tyrannosauridák növekedésével és élettörténetével kapcsolatban hisztológiai vizsgálatot folytattak, amivel meghatározható az egyedek kora a pusztulásuk idején. A növekedési arányok megvizsgálhatók a különböző egyedek korának és méretének grafikonon történő ábrázolásával. Erickson kimutatta, hogy a fiatal tyrannosauridák az életük közepe táján egy négyéves időszak során jelentős tömegnövekedésen mentek keresztül. A gyors növekedési fázis a nemi érettség elérésével végződött, majd ezután a növekedés jelentős mértékben lelassult a felnőtt állatoknál. A tyrannosauridák növekedési görbéje S alakú, a növekedési arány a maximumot az állatok 14 éves kora körül éri el.

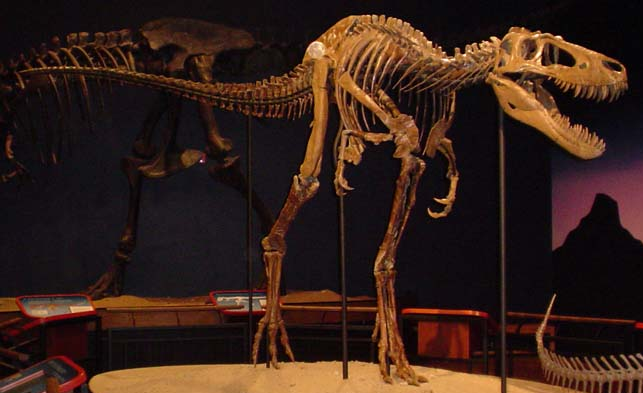
A „Jane” nevű fiatal tyrannosaurida csontváza Rockfordban, a Burpee Természetrajzi Múzeumban (Burpee Museum of Natural History)

A legkisebb ismert Tyrannosaurus rex példány, a Los Angeles Megyei Természetrajzi Múzeum (Los Angeles County Museum of Natural History) LACM 28471 jelzésű lelete, a „Jordan-theropoda” a becslés szerint 29,9 kilogrammos és csupán 2 éves lehetett, míg a legnagyobb, a Field Természetrajzi Múzeum (Field Museum of Natural History) FMNH PR2081 jelzésű, „Sue” nevű lelete 5654 kilogramm lehetett 28 éves korában, ami nagyjából a faj maximális életkorának felel meg. A fiatal T. rexek tömege 1800 kilogramm alatt maradt körülbelül 14 éves korukig, amikor a testük drámai növekedésnek indult. A gyors növekedési szakaszba lépve egy T. rex évente átlagosan 600 kilogrammal gyarapodott négy éven át. A 16., majd a 18. életév után a görbe ellaposodik, jelezve a növekedés drámai lassulását. A 28 éves „Sue” például 600 kilogrammal volt több egy 22 éves kanadai példánynál (a Royal Tyrrell Őslénytani Múzeum (Royal Tyrrell Museum of Palaeontology) RTMP 81.12.1 jelzésű leleténél). A növekedési arányban beállt hirtelen változás a nemi érettség elérését jelezheti, amire egy 18 éves (MOR 1125 jelzésű) montanai T. rex lelet (más néven „B-rex”) is utal, melyben medulláris szövetet fedeztek fel. A medulláris szövet csak a nőstény madaraknál található meg a költési időszakban, ami arra utal, hogy a „B-rex” már képes volt a szaporodásra.
A többi tyrannosauridához rendkívül hasonló növekedési görbe tartozik, azonban a kisebb testméretük miatt a növekedési arányuk is alacsonyabb. A Daspletosaurus növekedési aránya magasabb az albertosaurinákénál a gyors növekedési szakaszban, mivel a felnőttkori tömege is nagyobb. A Daspletosaurus maximális növekedési aránya 180 kilogramm évente, egy 1800 kilogrammos felnőttön alapuló tömegbecslés szerint. Egyes szerzők úgy vélik, hogy a Daspletosaurus felnőttkori tömege nagyobb volt, ami kihatással lehet a növekedési arány nagyságára, az egész mintára azonban nem. A legfiatalabb ismert Albertosaurus egy kétéves, alig több mint 2 méter hosszúságú, 50 kilogramm körüli egyed, melyet a Dry Island csontmederben fedeztek fel. Ugyanezen a lelőhelyen találták meg a legidősebb és legnagyobb példányt is, ami 28 éves lehetett, és elérte a 10 métert. A leggyorsabb növekedési arány 12 és 16 éves kor közé esik, és egy 1300 kilogrammos tömegű felnőtt alapján évi 122 kilogramm lehet, ami ötször kisebb a T. rexre jellemző aránynál. A Gorgosaurus esetében a számítás alapján a maximális növekedési arány 110 kilogramm a gyors növekedési időszakban, ami hasonlít az Albertosaurusra jellemző arányra.

### Élettörténet

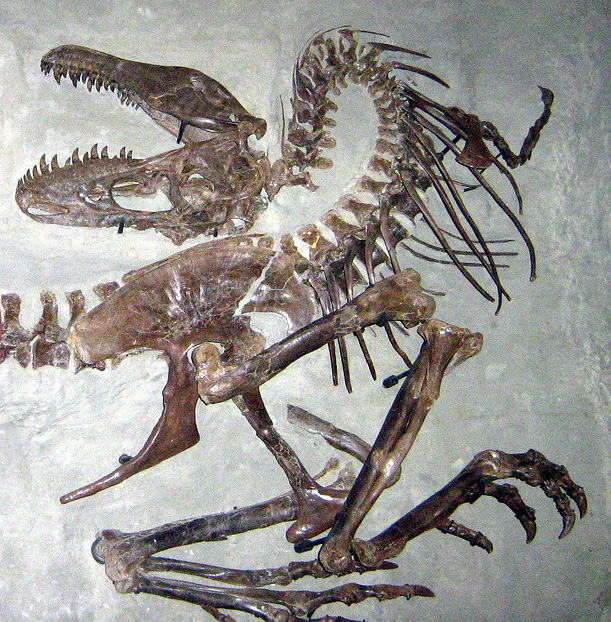
Egy növendék Gorgosaurus libratus majdnem teljes csontváza a Royal Tyrrell Őslénytani Múzeumban (Royal Tyrrell Museum of Paleontology).

A feltételezés szerint a gyors növekedési időszak végén az Albertosaurus elérte a nemi érettséget, a növekedés azonban lassabb ütemben folytatódott az állat élete végéig. Úgy tűnik, hogy a nemi érettség növekedési szakaszban történő kialakulása egyaránt jellemző a kis és a nagy méretű dinoszauruszokra, ahogy a nagyobb emlősökre, például az emberre vagy az elefántra is. A nemi érettség aránylag korai kialakulása élesen eltér attól a mintától, ami a madaraknál tapasztalható, melyeknél ez az állapot csak a növekedés végén alakul ki.
Az egyes korcsoportokhoz tartozó egyedek adatait egy táblázatba gyűjtve Erickson és kollégái képesek voltak következtetéseket levonni a tyrannosaurida populációk élettörténetével kapcsolatban. Az elemzésük kimutatta, hogy a fiatal egyedek aránylag ritkák a fosszilis rekordban, a gyors növekedési szakaszba lépett kifejletlen állatok és a felnőttek jóval gyakrabban fordulnak elő. Úgy tűnik, hogy az ismert T. rex példányok több mint fele hat évvel a nemi érettség elérése után pusztult el, ahogy más tyrannosauridák, illetve a ma élő hosszú életű madarak és emlősök. E fajok fiókáit magas halandóság jellemezte, ami lecsökkent a fiatalok között, majd ismét megnövekedett a nemi érettség elérése után, részben a szaporodással járó megpróbáltatások következtében. Bár lehet, hogy ez a maradványok megőrződését vagy a gyűjteményt érintő mintavételi torzítás, Erickson azt feltételezte, hogy a fiatalok közötti alacsony halandóság egy bizonyos méret elérésétől függött, ahogyan az a mai nagy méretű emlősöknél, például az elefántoknál is tapasztalható. A kisebb mértékű elhullást talán a ragadozók támadásainak hiánya okozta, mivel a tyrannosauridák kétéves korukra valamennyi kortársuknál nagyobb méretet értek el. Az őslénykutatók nem találtak elegendő Daspletosaurus maradványt egy ugyanilyen elemzés elvégzéséhez, de Erickson szerint azt a nemet is nagyjából hasonló minta jellemezte.
A tyrannosauridák az életük felét töltötték el a fiatalkori szakaszban, mielőtt néhány év alatt megközelítették volna a maximális testméretüket. A hatalmas felnőtt tyrannosauridák és az egyéb kis theropodák mérete közé eső nagyságú ragadozó állatok hiánya arra utal, hogy ezeket az ökológiai fülkéket a fiatal tyrannosauridák töltötték be. Ez figyelhető meg a mai komodói sárkányok esetében is, melyek utódai eleinte rovarevőként élnek, majd lassan felnőve a nagyobb gerincesek leterítésére is képes csúcsragadozóvá válnak. Az Albertosaurus maradványait például olyan halmazokban találták meg, amik alapján feltételezhető, hogy ezek az állatok különféle korú egyedekből álló falkákat alkottak.

### Mozgás

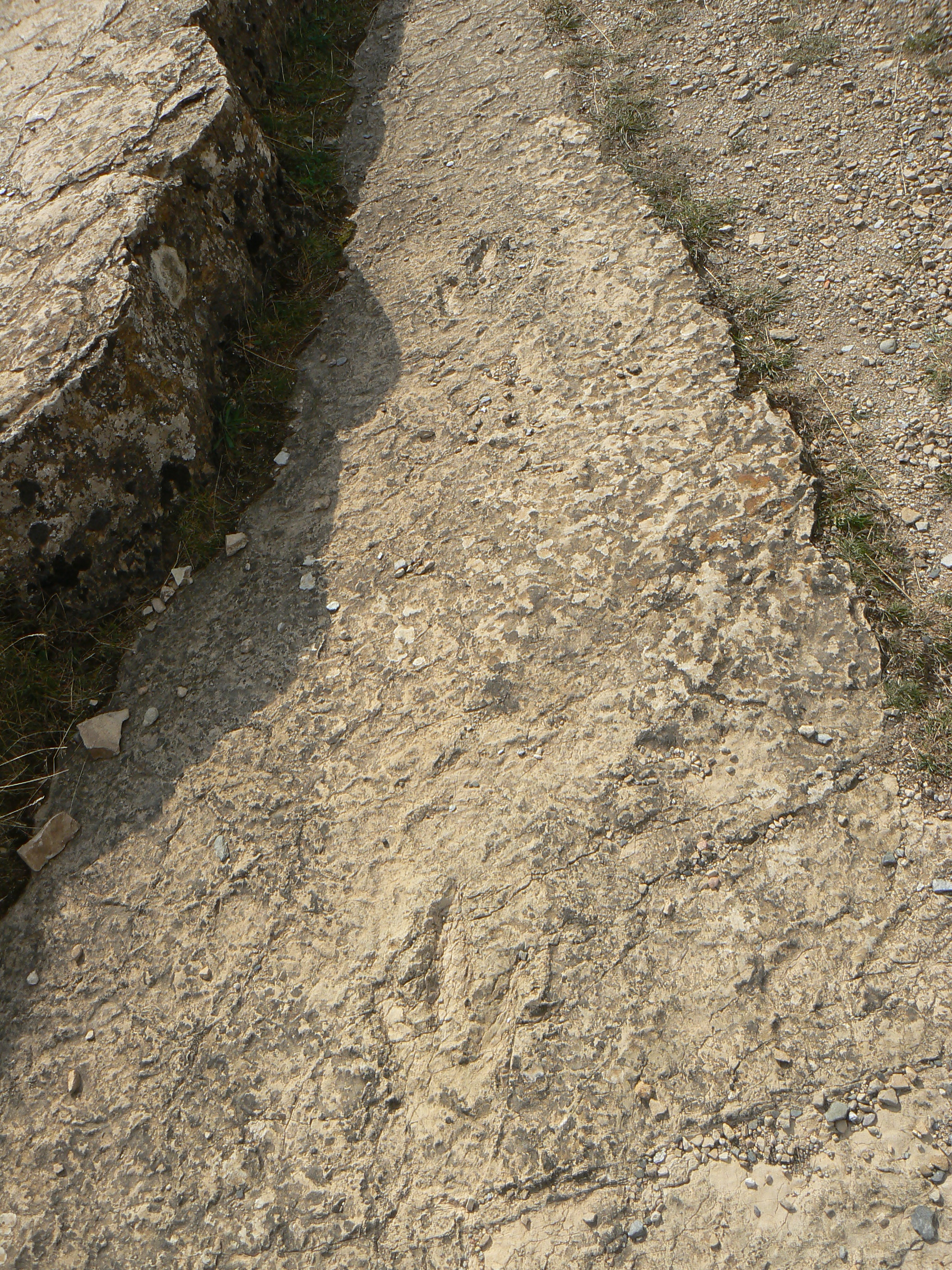
Egy theropoda (a Grallator) lábnyomai. A tyrannosauridákkal kapcsolatban nem számoltak be hasonlóról, így meglehetősen nehéz a járásmódjukra következtetni és sebességbecslést végezni.

A mozgás képessége a legjobban a Tyrannosaurus esetében tanulmányozható, és a témával kapcsolatban két fontos kérdés merült fel: mennyire volt jó a fordulékonysága; és egyenes vonalban haladva mennyi lehetett a maximális sebessége. A Tyrannosaurus feltehetően lassan fordult, talán egy-két másodpercbe is beletelhetett, amíg megtett egy 45°-os fordulatot, amihez a függőlegesen álló és farokkal nem rendelkező ember számára csak a másodperc tört részére van szükség. A Tyrannosaurus esetében problémát jelent a tehetetlenségi nyomaték, ugyanis az állat tömegének nagy része távol esik a tömegközépponttól, ahhoz hasonlóan, mint amikor egy ember egy nehéz rönköt cipel.
A tudósok számos, különböző eredményre vezető sebességbecslést végeztek, melyek többsége alapján a maximális sebesség 11 m/s körül lehetett, míg néhány 5–11 m/s-os, illetve 20 m/s-os sebességet valószínűsített. Az eredmények különféle becslési technikákon alapulnak, mivel sok nagy méretű, sétáló theropodához tartozó csapást találtak, olyat azonban egyet sem, amely futást örökített volna meg, ami talán azt jelzi, hogy ezek az állatok nem futottak.
| combcsont sípcsont lábközép- csontok öregujj lábujj csontok |
| A T. rex jobb lábának csontváza.                            |

1993-ban Jack Horner és Don Lessem kijelentették, hogy a Tyrannosaurus túl lassú volt, és valószínűleg egyáltalán nem volt képes a futásra (azaz a lépések között nem volt levegőben töltött fázis). Azonban Holtz (1998-ban) megállapította, hogy a tyrannosauridák és közeli rokonaik a leggyorsabb nagy méretű theropodák voltak. Christiansen (1998-as) becslése alapján a Tyrannosaurus lábcsontjai nem voltak sokkal erősebbek az elefánténál, ami relatív módon lekorlátozza a csúcssebességet és megakadályozza a futást (nincs levegőben töltött fázis), ebből arra következtetett, hogy e dinoszaurusz maximális sebessége 11 m/s körül lehetett, ami nagyjából egy futó ember sebességének felel meg. Farlow és kollégái (1995-ben) kijelentették, hogy egy 6–8 tonnás Tyrannosaurus súlyos vagy talán végzetes sérülést is elszenvedhetett, ha túl gyors mozgás közben elesett, mivel a felsőtestét 6 g-s lassulás (a földi nehézségi gyorsulás hatszorosa, körülbelül 60 m/s²) érte a földnek való ütközéskor, és a méreteihez képest apró karjai nem lettek volna alkalmasak a becsapódás erejének csökkentésére. Azonban a zsiráfokról ismert, hogy képesek akár 50 km/h-s sebességgel is galoppozni, annak ellenére, hogy ezzel lábtörést vagy ennél súlyosabb sérülést kockáztatnak, ami még egy olyan „biztonságos” környezetben is végzetes lehet, mint egy állatkert. Így elképzelhető, hogy szükség esetén a Tyrannosaurus is gyorsan mozgott, vállalva az ezzel járó veszélyt; ennek lehetőségét az Allosaurus esetében is megvizsgálták. A Tyrannosaurus mozgásával kapcsolatos legújabb vizsgálat nem szűkítette le jobban a sebességet a 17-től 40 km/h-ig terjedő sétára illetve lassú vagy mérsékelt tempójú futásra. Egy 2007-es sebességteszt, melyet egyenesen a fosszíliákból vett adatokon alapuló számítógépes modellek felhasználásával készítettek, 8 m/s-os (28,8 km/h-s) csúcssebességet állapított meg.

### Tollak
A kínai Yixian (Jihszien) Formáció és több más, Liaoning tartománybeli geológiai képződmény területén talált kora kréta időszaki coelurosaurusok közül számos példány hosszú fehérjerostokkal együtt őrződött meg. Ezek a rendszerint „prototollakként” azonosított rostok homológok a madarak és a röpképtelen theropodák tollaival, azonban más elképzelések is léteznek velük kapcsolatban. A tyrannosauroideák közül a 2004-ben leírt Dilong volt az első, amely „prototollakat” viselt. A Dilong modern madarak pehelytollaihoz hasonló „prototollaihoz” ugyan ágak tartoztak, de nem voltak kontúrtollak, és feltehetően csak hőszigetelésre szolgáltak. A feltételezés szerint a tyrannosauridáknak is voltak prototollaik, azonban a kanadai és mongóliai felnőtt állatoktól származó ritka bőrlenyomatokon más dinoszauruszokéhoz hasonló kavicsformájú pikkelyek fedezhetők fel.
Bár lehetséges, hogy voltak a test egyes részein prototollak, melyek nem őrződtek meg, a hőszigetelés hiánya egyezést mutat az olyan ma élő több tonnás emlősökkel, mint az elefántfélék, a vízilófélék és az orrszarvúfélék. Ahogy egy tárgy mérete növekszik, a csökkenő testfelület-tömeg aránya folytán nő a hőmegtartó képessége is. Mivel a nagy méretű állatok meleg égövi területeken fejlődtek ki, illetve terjedtek el, a szőr- vagy tolltakaró által biztosított hőszigetelés hátrányt kezdett jelenteni, ugyanis a testből távozó hő megtartása miatt az állat túlhevülhetett. A prototollak másodlagosan is elveszthettek a nagy méretű tyrannosauridáknál, különösen a meleg kréta időszaki éghajlat mellett.

### Látás

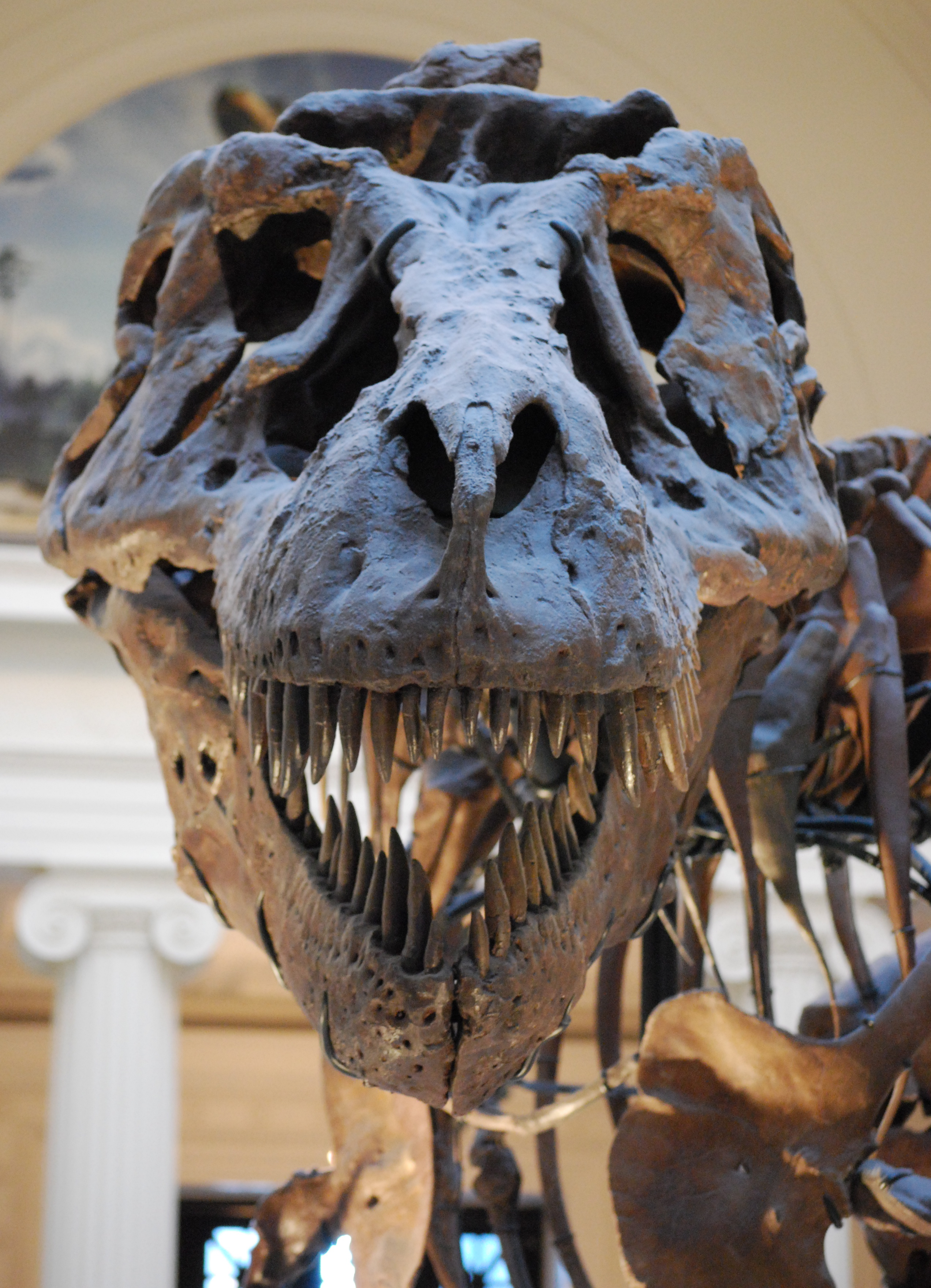
A T. rex szemüregei nagyrészt előrefelé néztek, jó binokuláris látást biztosítva.

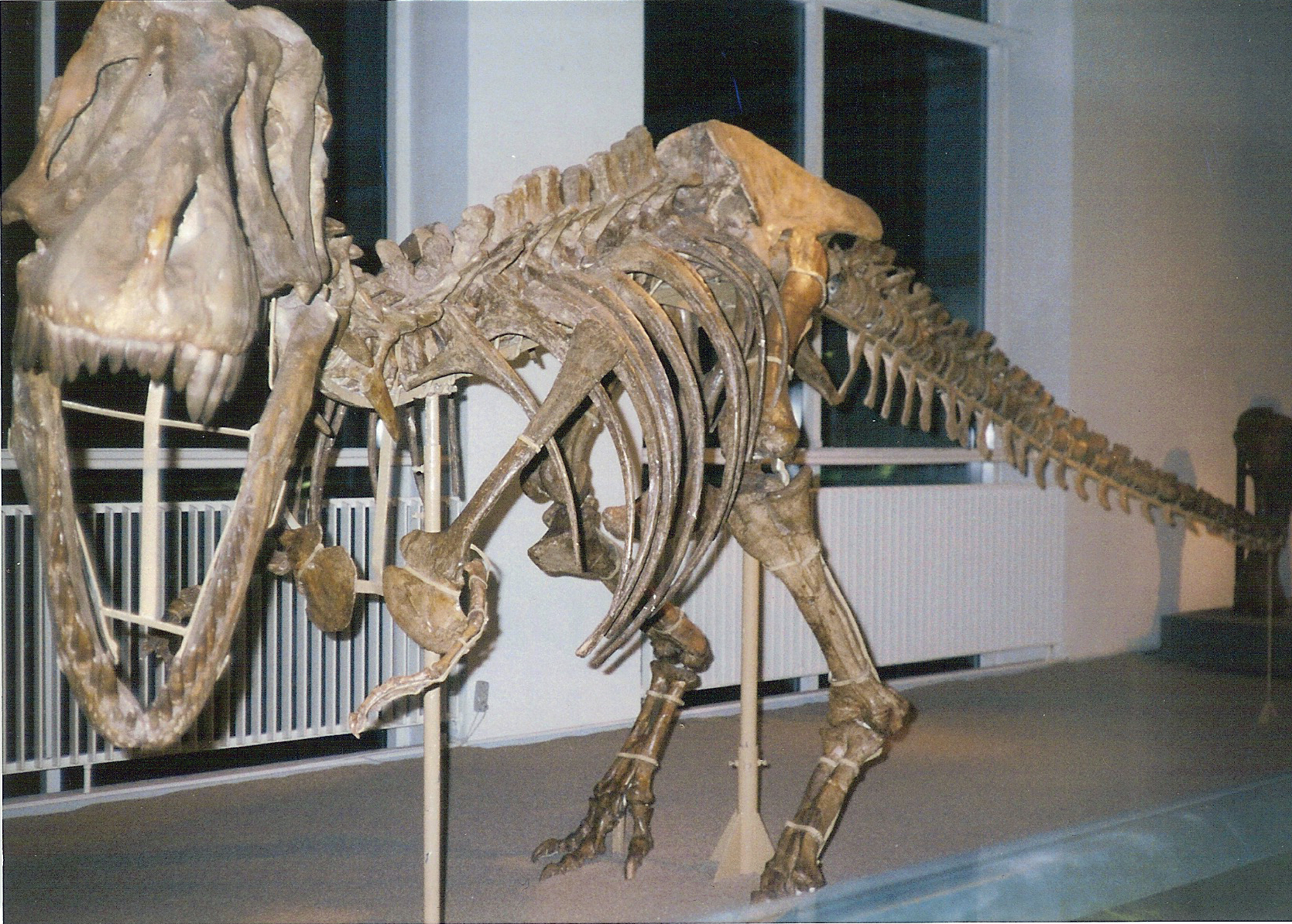
A Tarbosaurus felállított csontvázán megfigyelhető a koponya összeszűkülő része, ami gátolhatja a binokuláris látást

A Tyrannosaurus szemüregei úgy helyezkedtek el, hogy a szemek előre irányultak, jó binokuláris látást biztosítva, ami valamivel jobb volt, mint a ma élő héjáké. Emellett Jack Horner rámutatott, hogy a Tyrannosaurus fejlődési vonalán a binokuláris látás folyamatosan fejlődött. Amennyiben ez az állat pusztán dögevőként élt, nehezen képzelhető el, hogyan jelenthetett előnyt a természetes szelekció során a sztereoszkóp látás által biztosított fejlett mélységészlelés. A modern állatok esetében a binokuláris látás főként a ragadozóknál található meg (kivételt képeznek a főemlősök, melyeknél a fák közötti ugráláshoz szükséges).
A Tyrannosaurusszal ellentétben a Tarbosaurus más tyrannosauridákéhoz hasonló, szűkebb koponyával rendelkezett, a szemei főként oldalirányba néztek. Ez alapján a Tarbosaurus jobban függött a szaglásától és a hallásától, mint a látásától. A Gorgosaurus példányok szemüregei más tyrannosauridákétól eltérően inkább kör alakúak, nem oválisak vagy kulcslyuk formájúak. A Daspletosaurus magas, ovális szemüregei átmenetet képeznek a Gorgosaurus kerek és a Tyrannosaurus kulcslyuk formájú szemüregei között.

### Csontos fejdíszek

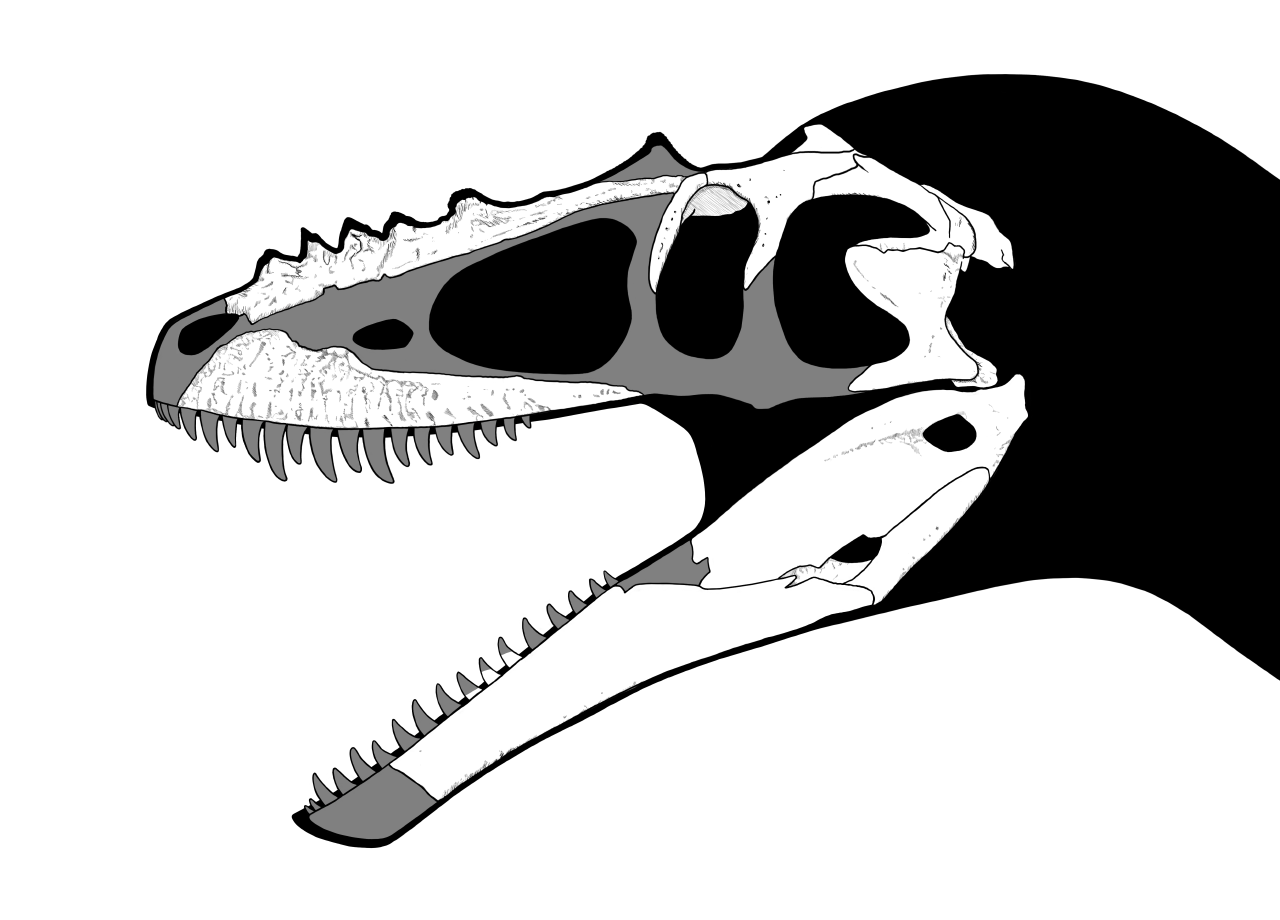
Az Alioramus koponyája az orrnál levő egyedi kiemelkedésekkel

Számos theropoda, köztük a tyrannosauridák koponyáján is csontos fejdíszek találhatók. Az Alioramus, a Mongóliából ismert feltételezett tyrannosaurida orrcsontján egy sorban öt feltűnő kinövés van, amihez hasonlóak az Appalachiosaurusnál, valamint a Daspletosaurus, az Albertosaurus és a Tarbosaurus egyes példányainál is találhatók. Az Albertosaurus, a Gorgosaurus és a Daspletosaurus könnycsontján, a szemek előtt egy szarv helyezkedik el. Ez a jellegzetesség hiányzik a Tarbosaurusnál és a Tyrannosaurusnál, melyeknél ehelyett a szemek mögött levő posztorbitális csont egy félhold alakú dísszel rendelkezik. Ezek a fejdíszek talán az egyedek azonosítására vagy a párválasztás közbeni pózolásra szolgáltak.

### Hőszabályzás
A Tyrannosaurust a legtöbb dinoszauruszhoz hasonlóan hosszú időn át hideg vérű (ektoterm) hüllőnek gondolták, de ezt az elképzelést az 1960-as évek elején, a „Dinoszaurusz reneszánsz” korai éveiben Robert T. Bakker, John Ostrom és más tudósok vitatni kezdték. Magát a Tyrannosaurus rexet igen aktív életstílust folytató meleg vérű (endoterm) állatnak tartották. Azóta számos őslénykutató próbálta meghatározni a Tyrannosaurus hőszabályzásának működését. A hisztológiai bizonyíték a fiatal T. rex magas növekedési arányára, egybevetve az emlősök és a madarak adataival, a gyors metabolizmus elméletét támogatja. A növekedési görbék azt jelzik, hogy a madarakhoz és az emlősökhöz hasonlóan a T. rex növekedése nagyrészt a kifejletlen állatokra korlátozódott, ellentétben a legtöbb gerincesnél tapasztalható meghatározatlan növekedéssel. Az adatok alapján a hőmérsékletkülönbség nem lehetett több 4–5°C foknál a felsőtest csigolyái és a sípcsont között. A test középső és szélső részei közti kis hőmérséklet-eltérésről Reese Barrick őslénykutató és William Showers geokémikus számolt be, akik szerint a T. rex állandó belső testhőmérsékletet tartott fenn, a metabolikus aránya pedig az ektoterm hüllőké és az endoterm emlősöké között lehetett. Később hasonló eredményekre jutottak a több tíz millió évvel korábban, egy másik kontinensen élt theropodával, a Giganotosaurusszal kapcsolatban is. Habár a Tyrannosaurus rex bizonyítékkal szolgál a homeotermiára (meleg vérűségre) vonatkozóan, ez nem szükségképpen jelenti azt, hogy endoterm volt. Az efféle hőszabályzás a gigantotermia jelenségével is magyarázható, ami a ma élő tengeriteknős-féléknél is megfigyelhető.

## Ősökológia

### ADaspletosaurusés aGorgosaurusegyüttélése

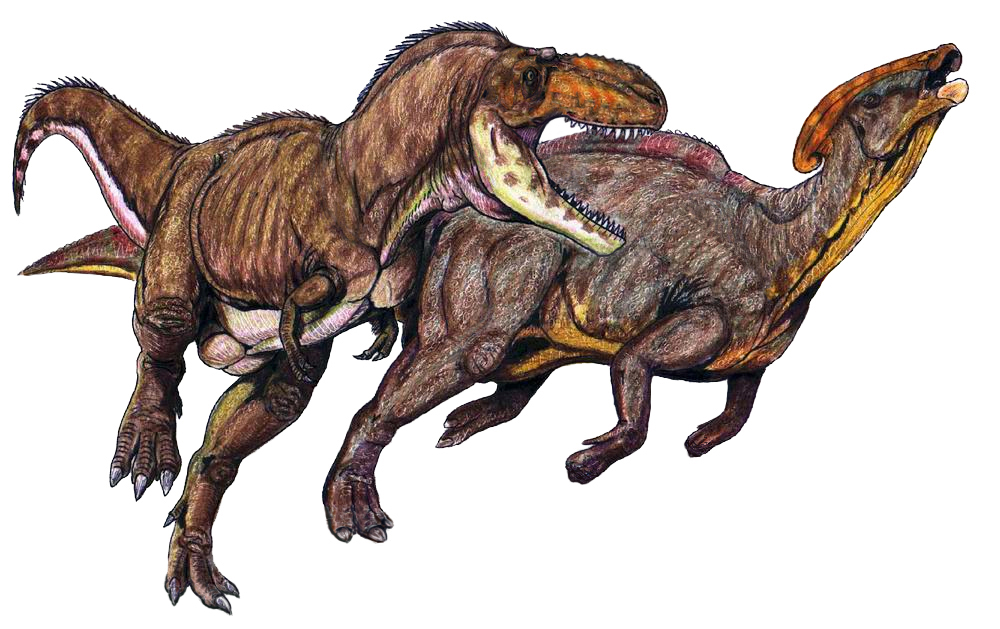
A Teratophoneus rátámad a hadrosauridák közé tartozó Parasaurolophusra

A Dinosaur Park Formációban a Gorgosaurust a ritkább tyrannosaurinával, a Daspletosaurusszal együtt találták meg. Ez azon kevés esetek egyike, amikor két tyrannosaurida nem együtt élt. A hasonló méretű modern ragadozó guildek, a versengésüket korlátozó anatómiai, viselkedési és földrajzi eltérések folytán más ökológiai fülkéket töltenek be. A Dinosaur Park tyrannosauridáinál a fülkék közti eltérés nehezen értelmezhető. 1970-ben, Dale Russell azt feltételezte, hogy a jóval gyakoribb Gorgosaurus aktívan vadászott a gyors mozgású hadrosauridákra, míg a ritkább és több problémát jelentő ceratopsiák és ankylosaurusok (szarvakkal és páncélzattal rendelkező dinoszauruszok) a nehezebb felépítésű Daspletosaurus zsákmányaivá váltak. Azonban az egyik Two Medicine Formációból származó, szintén ekkoriban élt Daspletosaurus (az Old Trail Museum OTM 200-as jelzésű lelete) a belei környékén egy fiatal hadrosaurida maradványaival együtt őrződött meg.

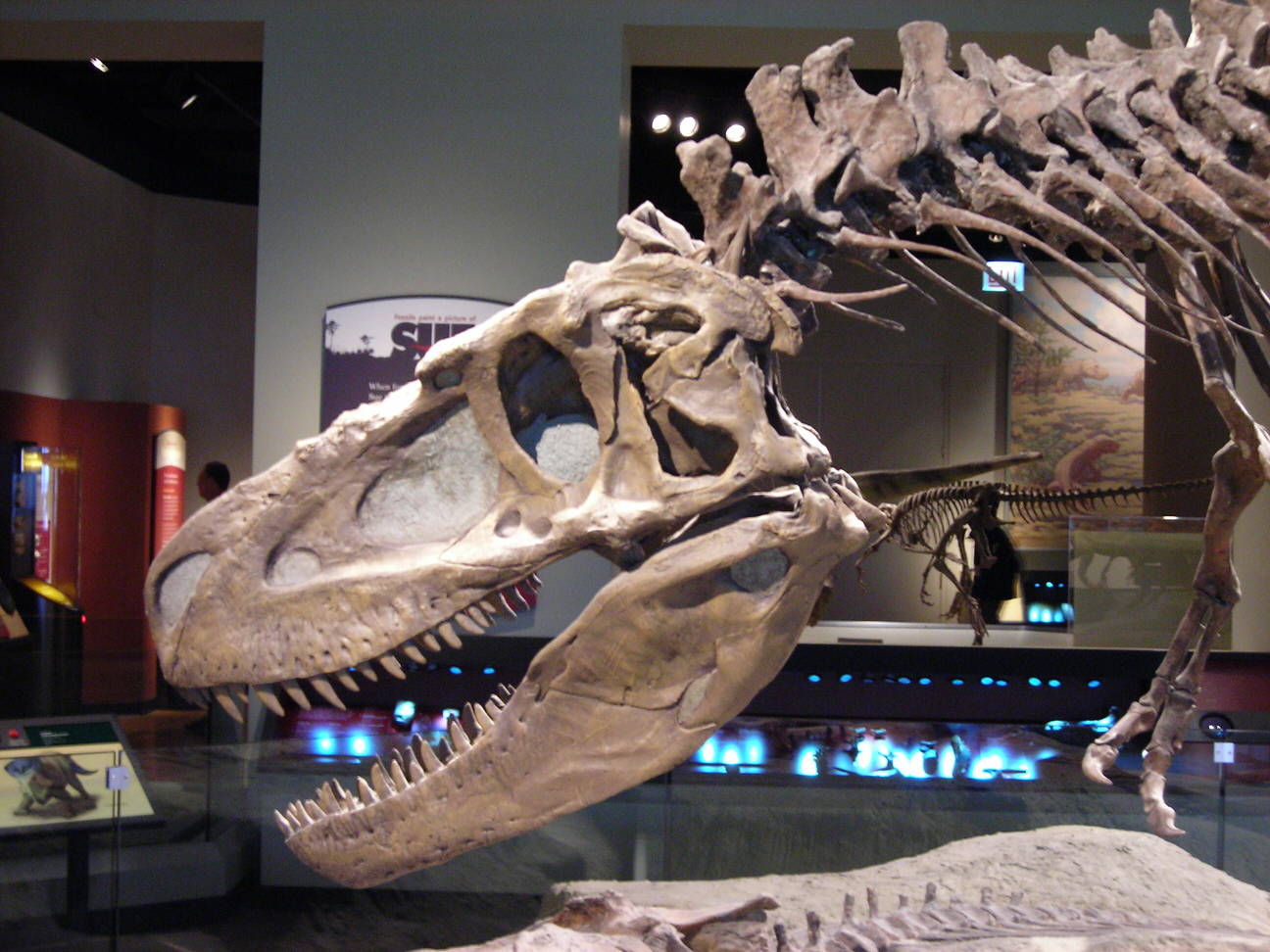
Egy Daspletosaurus (az FMNH PR308 jelzésű lelet) csontváza a chicagói Field Múzeumban

Más dinoszauruszcsoportokkal ellentétben egyik nem sem volt gyakoribb a többinél a magasabb vagy alacsonyabb tengerszint feletti magasságú területeken. Viszont kiderült, hogy a Gorgosaurus gyakrabban fordult elő az olyan északabbra fekvő formációkban, mint a Dinosaur Park, míg a Daspletosaurus példányai inkább délen voltak elterjedtek. Hasonló minta figyelhető meg más dinoszauruszcsoportoknál is. A chasmosaurina ceratopsiák és a hadrosaurina hadrosauridák jóval többször bukkannak fel a montanai Two Medicine Formációban és Észak-Amerika délnyugati részén a campaniai rétegekben, míg a centrosaurinák és a lambeosaurinák az északi szélességi körök mentén terjedtek el. Holtz szerint ez a minta a tyrannosaurinák, a chasmosaurinák és a hadrosaurinák hasonló ökológiai jellegzetességeire utal. A maastrichti korszak végére a Tyrannosaurus rexhez hasonló tyrannosaurinák, az Edmontosaurushoz hasonló hadrosaurinák és a Triceratopshoz hasonló chasmosaurinák nagy mértékben elterjedtek Észak-Amerika nyugati részén, míg az albertosaurinák és a centrosaurinák kihaltak, a lambeosaurinák pedig megritkultak.

### Társas viselkedés
A tyrannosauridákat illetően kevés a bizonyíték a társas viselkedésre vonatkozóan. A korai feltételezést, miszerint „Sue” egy tarkót ért erős harapásba pusztult bele, nem sikerült igazolni. Azonban a kutatók beszámoltak arról, hogy egy növendék és egy fiatal állat csontvázát is megtalálták ugyanazon a lelőhelyen, ahonnan „Sue” előkerült, ami megerősíti azt az elképzelést, ami szerint a Tyrannosaurus csoportokban élt. A Gorgosaurus társas viselkedésére nincs bizonyíték, arra azonban van, hogy az Albertosaurus és a Daspletosaurus falkákban élt.
Egy Dinosaur Park Formációban talált fiatal Daspletosaurus példány (a Royal Tyrrell Museum of Palaeontology TMP 94.143.1 jelzésű lelete) arckoponyáján egy olyan harapásnyom látható, amit egy másik tyrannosaurida okozott. A harapás gyógyulás jeleit mutatja, jelezve, hogy az állat túlélte a harapást. A Dinosaur Park egy teljesen kifejlett példánya (a TMP 85.62.1 jelzésű lelet) szintén egy tyrannosaurida harapásnyomát őrzi, ami azt bizonyítja, hogy ez a fajta támadás nem korlátozódott a fiatal egyedekre. Lehetséges az is, hogy más fajokkal való összetűzésekből származnak, ami gyakori a ragadozók között. Az archarapások nyomai megtalálhatók más tyrannosauridáknál, például a Gorgosaurusnál és a Tyrannosaurusnál, valamint olyan theropoda nemeknél is, mint a Sinraptor és a Saurornitholestes. Darren Tanke és Phil Currie felvetették, hogy a harapások a területért és az erőforrásokért folytatott fajok közti versengésre utalnak vagy egy szociális csoporton belüli dominancia harc jelei

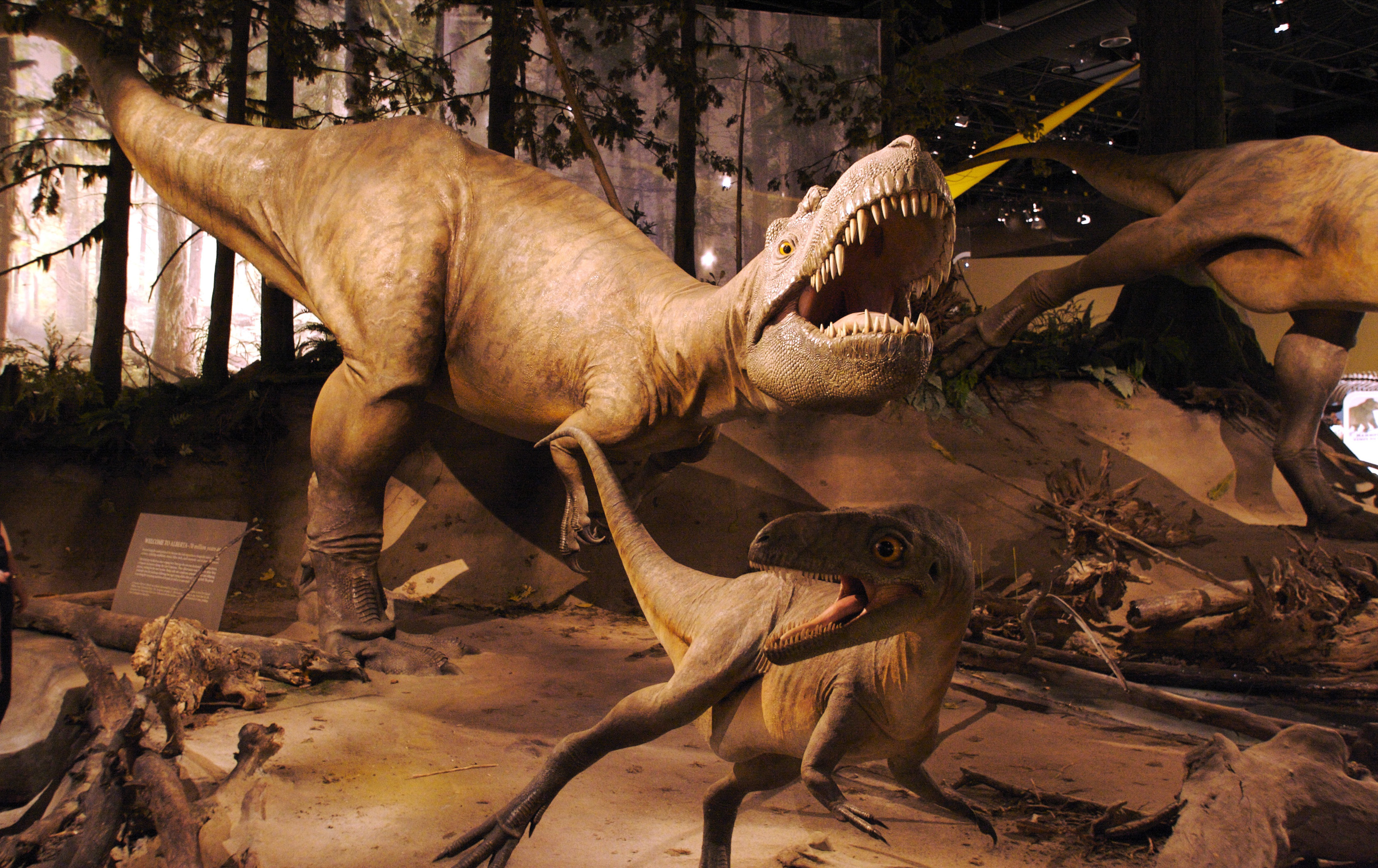
Egy Albertosaurus csoport életnagyságú rekonstrukciója a Royal Tyrell Múzeumban

A montanai Two Medicine Formáció egyik csontmedre bizonyítékkal szolgált a Daspletosaurus szociális csoportjaira vonatkozóan. A lelőhelyen három csontvázat találtak, melyek közül egy felnőtt állathoz, egy fiatalhoz, egy pedig egy közepes méretű példányhoz tartozott. Ugyanitt legalább öt hadrosaurida maradványára is rábukkantak. Geológiai bizonyíték utal arra, hogy a maradványok együtt temetődtek el, és nem egy folyó hordalékaként kerültek egy helyre. A hadrosaurida fosszíliák szétszóródtak és tyrannosaurida fogak nyomai fedezhetők fel rajtuk, ami azt bizonyítja, hogy a Daspletosaurusok a hadrosauridákból táplálkoztak, mielőtt elpusztultak volna. A pusztulásuk oka ismeretlen. Currie úgy vélte, hogy a Daspletosaurusok falkát alkottak, ez azonban nem állítható biztosan. Más tudósok szkeptikusak a Daspletosaurus és más nagy méretű theropodák szociális csoportjaira utaló bizonyítékokat illetően; Brian Roach és Daniel Brinkman szerint a Daspletosaurus szociális kapcsolatai szorosabbak voltak a komodói sárkányénál, melynek egyedei együttműködés nélkül fogyasztják el az elhullott állatokat, miközben gyakran egymást is megtámadják és felfalják.
A Barnum Brown és csapata által felfedezett Dry Island csontmederből 22 Albertosaurus maradványai kerültek elő, a kréta időszaki theropodák közül a legtöbb példányt tartalmazó gyűjteményt alkotva, ami a második legnagyobb egy helyen fellelt theropodacsoport a Utah állambeli Cleveland Lloyd Dinosaur Quarry Allosaurus leletegyüttese mögött. A csoporthoz tartozik egy nagyon idős példány, nyolc 17 és 23 év közötti felnőtt, hét majdnem kifejlett egyed és hat 2 és 11 év közötti fiatal, melyek még nem érték el a gyors növekedési fázist. A növényevők fosszíliáinak majdnem teljes hiánya, és az Albertosaurus maradványok megőrződési állapotának hasonlósága alapján Phil Currie arra következtetett, hogy a lelőhely nem a kaliforniai La Brea kátránygödreihez (La Brea Tar Pits) hasonló ragadozócsapda volt, illetve, hogy az állatok egyidőben pusztultak el. Currie kijelentette, hogy ez bizonyíték a csoportos viselkedésre. A szkeptikus tudósok megjegyezték, hogy az állatok egy aszály, áradás vagy egyéb ok miatt is összegyűlhettek.

### Táplálkozási stratégiák
Egyes tudósok az Albertosaurus csapatban történő vadászatával kapcsolatban felvetették, hogy talán a fiatal példányok feladata lehetett a zsákmány nagyobb és erősebb, de ugyanakkor lassabb felnőttek felé való terelése. Lehet hogy a fiatalok életmódja eltért a felnőttekétől, és olyan ragadozó ökológiai fülkéket töltöttek be, amik az óriási felnőtteké és a kisebb kortárs theropodáké között helyezkedtek el, melyek közül a legnagyobbak tömege is két nagyságrenddel kisebb volt a felnőtt Albertosaurusokénál. Mivel azonban a viselkedésre utaló fosszíliák rendkívül ritkák a fosszilis rekordban, ezek az ötletek nehezen tesztelhetők. Phil Currie szerint a Daspletosaurusok vadászcsapatokat alkottak, de ezt nem lehet biztosan állítani. A Gorgosaurus esetében pedig nincs társas viselkedésre utaló bizonyíték.
A kérdés hogy a Tyrannosaurus ragadozó vagy pusztán dögevő életmódot folytatott-e egyidős a mozgásával kapcsolatos vitával. Lambe (1917-ben) leírást készített a Tyrannosaurus közeli rokona, a Gorgosaurus egy jó állapotú csontvázáról, és megállapította, hogy a Tyrannosaurus dögevő volt, mert a Gorgosaurus fogain alig volt látható kopás. Ezt az érvet manapság már nem veszik komolyan, mivel a theropodák fogai meglehetősen gyorsan cserélődtek. A Tyrannosaurust a felfedezése után a legtöbb tudós ragadozónak tekintette, viszont elképzelhető, hogy a ma élő nagy méretű ragadozókhoz hasonlóan szívesen fogyasztott dögöt, illetve alkalmanként elrabolta más állatok zsákmányát is.
Jelenleg a neves hadrosaurida-szakértő, Jack Horner a fő szószólója annak az elméletnek, ami szerint a Tyrannosaurus pusztán dögevő volt és sosem vadászott. Horner számos bizonyítékkal állt elő ezen elmélet bizonyítására, melyek között szerepelt például a nagy méretű szaglógumó és a szaglóideg jelenléte, ami magasan fejlett szaglóérzékre utal, amivel nagy távolságból is lehetséges az elhullott állatok érzékelése; a csontok összezúzására alkalmas fogazat, amivel az állat a lehető legtöbb élelemhez juthat, elérve a legtáplálóbb részeket (például a csontvelőt) is; továbbá az a tény, hogy a potenciális zsákmányállatai gyorsan mozoghattak, míg a bizonyíték alapján ez az állat inkább sétált, mint futott.
Más bizonyítékok a Tyrannosaurus vadászó viselkedésére utalnak: a szemüregei úgy helyezkedtek el, hogy a szemek előre nézhessenek, olyan binokuláris látást biztosítva, ami valamivel jobb lehetett a mai héjákénál; Tyrannosaurus által okozott sérülések a hadrosaurida és Triceratops csontvázakon, melyek arra utalnak, hogy az állatok túlélték a támadást; Néhány kutató azt állítja, hogy ha a Tyrannosaurus dögevő volt, akkor másnak kellett a csúcsragadozó szerepét betöltenie a késő kréta időszaki Amerázsiában. A zsákmányállatok csúcsán a marginocephaliák és az ornithopodák nagyobb példányai álltak. A többi tyrannosaurida számos hasonló jellemzővel rendelkezett, így csupán a kis dromaeosauridák lehettek volna alkalmasak a csúcsragadozó szerepére. Ennek fényében a dögevő elmélet támogatói felvetették, hogy a tyrannosauridák mérete és ereje lehetővé tette a kisebb ragadozók zsákmányának elrablását. A legtöbb őslénykutató elfogadja azt az állítást, hogy a Tyrannosaurus aktív ragadozó és dögevő is volt egyszerre.

## Fordítás
- Ez a szócikk részben vagy egészben  a   Tyrannosauridae című angol Wikipédia-szócikk ezen változatának fordításán alapul.  Az eredeti cikk szerkesztőit annak laptörténete sorolja fel. Ez a jelzés csupán a megfogalmazás eredetét és a szerzői jogokat jelzi, nem szolgál a cikkben szereplő információk forrásmegjelöléseként.